# Groove Armada

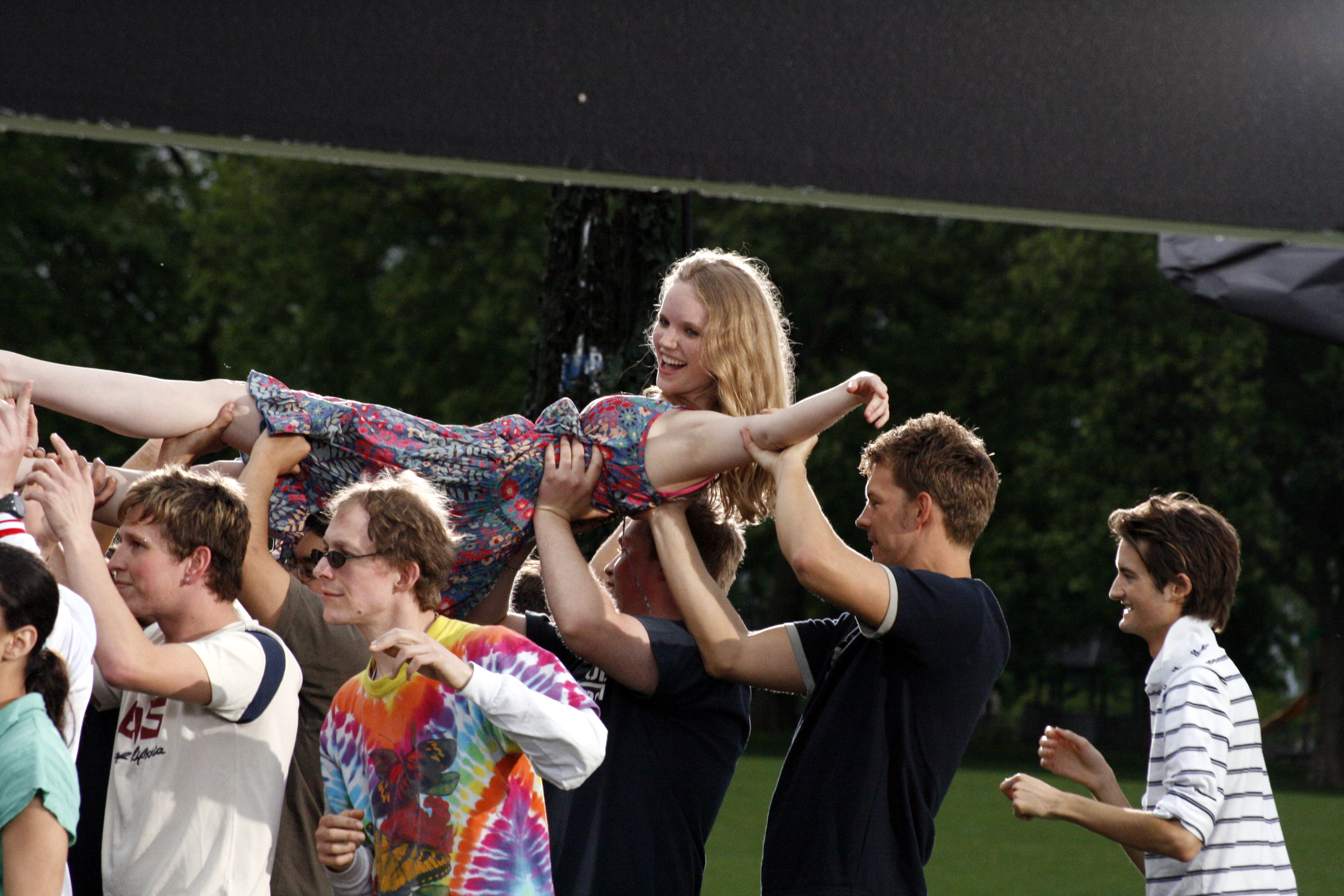
Under inspelningen av musikvideon till Song 4 Mutya (Out Of Control) i Finsbury Park, London 2007.

Groove Armada är en brittisk musikduo från London bildad i mitten av 1990-talet bestående av Tom Findlay och Andy Cato. De har varit aktiva sedan 1996. Gruppen spelar dance, ambient, neo-psychedelia, big beat och triphop

## Diskografi
Studioalbum
- Northern Star (1998)
- Vertigo (1999)
- Goodbye Country (Hello Nightclub) (2001)
- Lovebox (2003)
- Soundboy Rock (2007)
- Black Light (2010)
- White Light (2010)
- Next Type Of Motion (2013)
- Little Black Book (2015)

Samlingsalbum
- Back to Mine (2000)
- The Remixes (2000)
- AnotherLateNight: Groove Armada (2002)
- The Dirty House Session (2002)
- The Best of Groove Armada (2004)
- Doin' It After Dark Vol 1 (2004)
- Doin' It After Dark Vol 2 (2004)
- Essential Summer Groove (2004)
- Groove Armada Presents... (2004)
- GA10 - 10 Year Story (2007)
- Groove Armada Presents Lovebox Festivals & Fiestas (2008)

EPs
- Four Tune Cookie (1997)
- Lovebox (2002)
- Fireside Favourites (2003)
- EP (2009)
- Red Light Trax_EP.1 (2011)
- No Knock EP (2012)
- No Ejector Seat EP (2012)
- Pork Soda EP (2014)

Singlar (topp 100 på UK Singles Chart)
- "At the River" (1997) (#19)
- "If Everybody Looked the Same" (1999) (#25)
- "At the River" (1999) (#19) (återutgivning)
- "I See You Baby" (med Gram'ma Funk) (1999) (#17)
- "Superstylin' " (2001) (#12)
- "My Friend" (2001) (#36	)
- "Purple Haze" (2002) (#36)
- "Easy" (2003) (#31)
- "But I Feel Good" (2003) (#50)
- "I See You Baby" (2003) (#11) (återutgivning remixad av Fatboy Slim)
- "Get Down" (2007) (#9)
- "Song 4 Mutya (Out of Control)" (med Mutya Buena) (2007) (#8)